# Jakob Breitbach
Jakob Breitbach (* 16. Dezember 1896 in Rheinbay; † 24. November 1949 in Hirzenach) war ein deutscher Politiker (FDP).

## Leben und Beruf
Jakob Breitbach war nach 1945 Amtsvorsteher des Postamts St. Goar und Oberpostverwalter.

## Politik
Vor 1933 war Breitbach kommunalpolitisch tätig. Zum 1. Mai 1933 trat er der NSDAP bei (Mitgliedsnummer 2.283.878). Nach 1945 war er Mitglied des Kreistags St. Goar, der Amtsvertretung St. Goar und des Gemeinderats Hirzenach.
Jakob Breitbach schloss sich nach 1945 der LP an, aus der später der Landesverband der FDP Rheinland-Pfalz hervorging.
Claus war vom 4. Juni 1946 bis zu seinem Tode dem Rheinland-Pfälzischen Landtag an. Im Landtag war er Mitglied im Ernährungs- und Versorgungsausschuss, Sozialpolitischer Ausschuss und Wirtschaftsausschuss.